# Carolina Sarmiento
Carolina Sarmiento es una actriz y comediante colombiana.

## Carrera
Sarmiento empezó a figurar en la televisión colombiana en la década de 1980, registrando apariciones en series como Don Chinche, Dejémonos de vainas, La posada y El carretero; y en la película de Gustavo Nieto Roa Un hombre y una mujer con suerte.
En 1994 apareció en la serie de corte juvenil O todos en la cama e integró el elenco principal del programa de humor Ordóñese de la risa, presentado por José Ordóñez Jr. y emitido entre 1996 y 2009. Inició la década de 2000 interpretando el papel de Mireya en la telenovela La baby sister y dos años después personificó a Magaly en Milagros de amor. Esta destacada interpretación la llevó a recibir una nominación en la XIX edición de los Premios India Catalina, en la categoría de mejor actriz de reparto. Finalizó la década interpretando a Jocelyn en el largometraje colomboespañol Malamuerte, dirigido por Vicente Pérez Herrero.

### Actualidad
En 2019 conformó el reparto del largometraje El que se enamora pierde, dirigido por Fernando Ayllón y protagonizado por Ricardo Quevedo, Linda Baldrich, Iván Marín y Lorna Cepeda. Ese mismo año retomó su colaboración con José Ordóñez y su programa de humor, en esta oportunidad en los medios digitales.

## Filmografía destacada

### Cine
- 1990 - Un hombre y una mujer con suerte
- 2009 - Malamuerte... Jocelyn
- 2019 - El que se enamora pierde... Floraima

### Televisión
- 1988 - La posada... Gilma Gil
- 1988 - Dejémonos de vainas... Tina
- 1990 - El carretero
- 1994 - O todos en la cama
- 1996 - Ordóñese de la risa... Noraima
- 2000 - La baby sister... Mireya
- 2002 - Milagros de amor... Magaly
- 2015 - Yo soy Franky